# Meredith Monk
Meredith Jane Monk (Nueva York, 20 de noviembre de 1942) es una compositora, artista de performance, directora, vocalista, cineasta y coreógrafa estadounidense.
En 1964 se graduó del Sarah Lawrence College y en 1968 formó su primera agrupación, llamada The House, con la que exploró diversas técnicas vocales en combinación con danza, teatro, cinematografía y otros componentes, aplicados en obras como Juice de 1969.
Su música ha sido utilizada en películas de los Hermanos Coen (El Gran Lebowski, 1998) y Jean-Luc Godard (Nouvelle Vague, 1990 y Notre Musique, 2004). 

## Trayectoria
Meredith Monk es hija de Monk Glenn, un hombre de negocios del Theodore (1909–1998) y Monk de Lois de Audrey, cantante (de soltera Audrey Lois Zellman; 1911–2009), nació en Manhattan, Nueva York. Su madre, una cantante profesional de música popular y clásica, conocida bajo el nombre de Audrey Marsh, hija de músicos profesionales: los judíos rusos, barítono Joseph B. Zellman, y Rose (Kornicker) Zellman, un grupo pianista judío alemán de Filadelfia. Meredith tiene una hermana, Tracy ( nacida en 1948).
De 1960 en adelante, Monk creó trabajos multi-disciplinares que combinan música, teatro, y baile, grabando para ECM Records. En 1991, Monk compuso Atlas una ópera, encargada y producida por la Ópera de Houston  y el Festival de Teatro de Música americano. Su música ha sido utilizada en películas por los Hermanos Coen (El Grande Lebowski, 1998) y Jean-Luc Godard (Nouvelle Impreciso, 1990 y Notre musique, 2004). El músico DJ Shadow  compuso con Monk "Dolmen Música" en la Medianoche "de canción en un Mundo Perfecto." En 2015, se le otorgó a Monk la Medalla Nacional  de Artes por el Presidente Barack Obama.
Monk es principalmente conocida por sus innovaciones vocales, incluyendo una gama amplia de técnicas extendidas, que ella primero desarrolló en sus trabajos de solo, con anterioridad a formar su propio ensemble. En diciembre de 1961, apareció con el Actor  Playhouse en Pueblo de Greenwich (NYC) como bailarina de solo en un Off-Broadway, la adaptación de teatro musical de niños de Broadway de Charles Dickens' Un villancico, (música y letras por Norman Curtis; dirigido y coreografiado por Patricia Taylor Curtis). En 1964, Monk se  graduó en la Sarah Lawrence College después de estudiar con Beverly Schmidt Blossom, y en 1968  fundó La Casa, una compañía con una aproximación interdisciplinaria.
Los trabajos de Monk han influido en muchos artistas, incluyendo Bruce Nauman, quien la conoció en San Francisco en 1968. En 1978 Monk formó Meredith Monk y Vocal Ensemble (conjuntado después de similar ensembles de colegas musicales, como Steve Reich y Philip Glass), para explorar nuevas texturas vocales más anchas y formas, que a menudo estuvieron contrastadas con texturas instrumentales mínimas. Monk empezó una relación que continuó con el Centro de Arte del Walker de Minneapolis, el cual continúa exhibiendo su trabajo. Durante este periodo, Monk grabó Dolmen Música (1979), su primer álbum, liberó además Manfred Eicher, etiqueta récord ECM, en 1981.

## Discografía
- Key (Lovely Music, 1978/95)
- Songs from the Hill (wergo, 1979)
- Dolmen Music (ECM, 1981)
- Turtle Dreams (ECM, 1983)
- Our Lady of Late (wergo, 1986)
- Do You Be (ECM, 1987)
- Book of Days (ECM, 1990)
- Facing North (ECM, 1992)
- Atlas (an opera in three parts) (ECM, 1993)
- Volcano Songs (ECM, 1997)
- Eclipse Variations (Starkland, 2000)
- Mercy (ECM, 2002)